# Futabatei Shimei

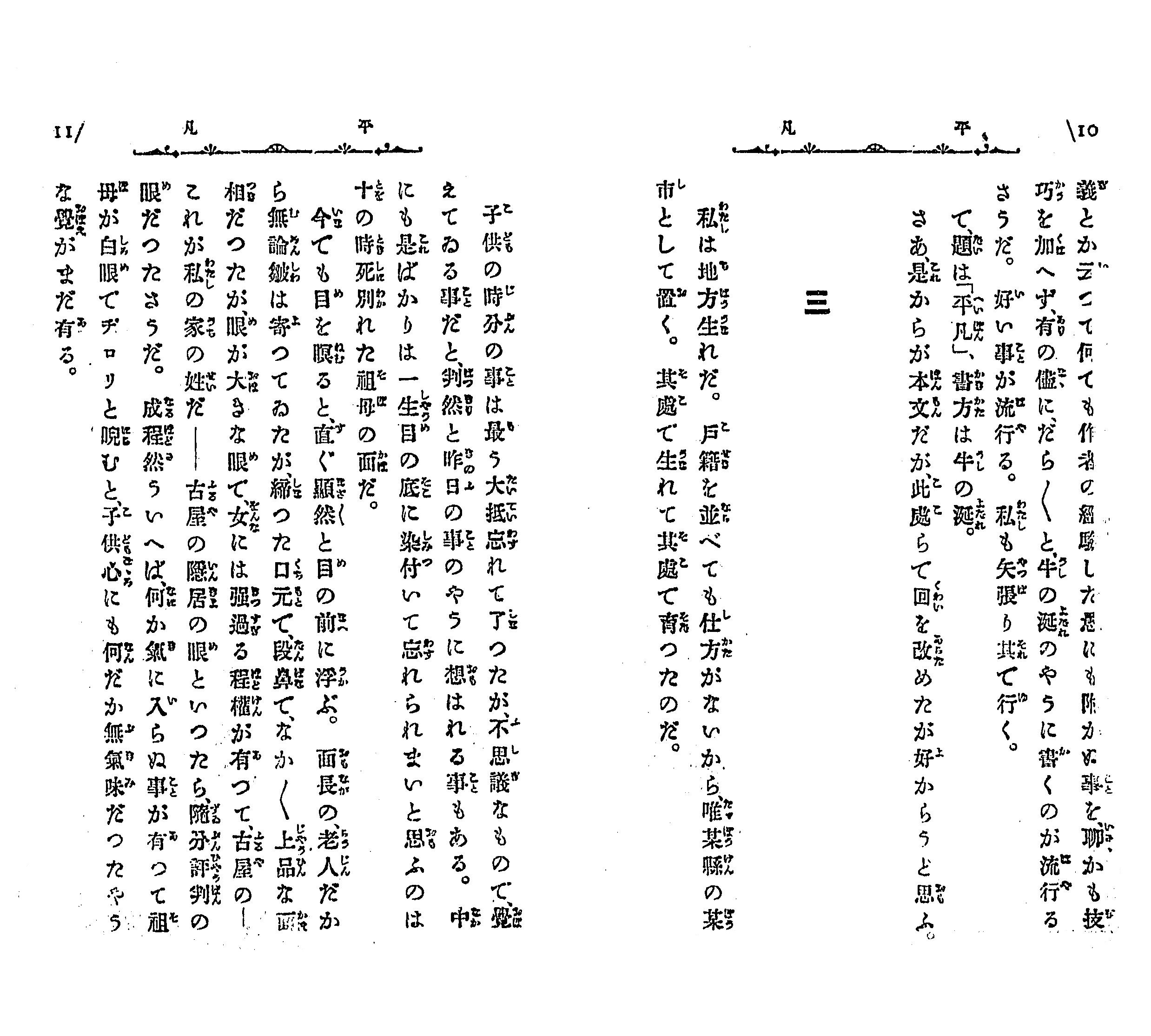
Páginas de la obra de Shimei Heibon 平凡 (1907).

Futabatei Shimei (二葉亭 四迷) (4 de abril de 1864, Edo, Tokio – 10 de mayo de 1909, golfo de Bengala) nacido como Hasegawa Tatsunosuke (長谷川 辰之助) fue un escritor, traductor y crítico literario japonés. Es considerado como el creador de novela japonesa moderna.

## Biografía
Su padre pertenecía a una familia samurái de bajo rango, por lo que fue matriculado en una escuela tradicional samurái, donde estudió los clásicos chinos. Posteriormente, a partir de 1881, estudió en las Escuela de Tokio de Lenguas Extranjeras (東京外国語学校 Tōkyō Gaikokugo Gakkō), donde se especializó en el estudio del idioma ruso, con el fin de convertirse en diplomático. Pero, tras el cierre de la escuela e influenciado por las ideas literarias de Tsubouchi Shōyō y por las obras de los escritores del realismo ruso, decidió convertirse en escritor.
Gran conocedor de la literatura rusa, tradujo al japonés obras de Gógol, Tolstói, Dostoyevski y Turguénev. Como discípulo y amigo de Tsubouchi Shōyō, plasmó en sus obras el ideal literario realista de su maestro. Se le considera como el creador del lenguaje literario japonés moderno, en el que confluyen el lenguaje literario tradicional y el lenguaje coloquial moderno, siendo de los primeros escritores en familiarizar al lector medio japonés con la novela moderna, la cual describe a los personajes de forma que el lector pueda identificarse con ellos. Su primera obra importante, Ukigumo (Nubes flotantes), refleja la influencia de Turguénev y Goncharov y es considerada como la primera novela japonesa moderna. Fue leída previamente a su publicación por Tsubouchi Shōyō, y fue revisada siguiendo su consejo. Su primera parte se publicó con el nombre impreso de Shōyō como su autor.
Shimei abandonó su prometedora carrera literaria en favor de actividades diplomáticas y periodísticas. Fue corresponsal en Rusia del periódico japonés Asahi Shimbun. Enfermó de tuberculosis y falleció el 10 de mayo de 1909 en algún lugar del golfo de Bengala, a bordo de un barco con destino Japón. Fue incinerado y enterrado en Singapur.

## Obras
Crítica
- Shōsetsu Sōron 小説総論 (1886)

Novelas
- Ukigumo 浮雲, (Nubes flotantes) (1887)
- Sono Omokage 其面影 (1906)
- Heibon 平凡 (1907)